# Sadashichi Ishii
Sadashichi Ishii (石井定七, Ishii Sadashichi) est un marchand et spéculateur japonais né le 8 juin 1879 et mort en 1945. La dépression de 1920-1921 cause sa ruine alors qu'il a très largement investi sur les marchés du riz et du cuivre, et cette faillite connait un écho médiatique important à cette époque.

## Sources